# Tropidomyia
Genre
Tropidomyia est un genre d'insectes diptères brachycères de la famille des Conopidae. Les adultes se nourrissent de nectar. Le comportement d'une grande partie de ces espèces est inconnu ; pour celles qui ont été étudiées, la larve est obligatoirement endoparasite d'autres insectes, en particulier les hymenoptères et parmi eux, les Bourdons. L'espèce-type du genre est Tropidomyia bimaculata.
Les 6 espèces du genre Leopoldius, circumtropicales, se rencontrent au sein de l'Écozone paléarctique (1 espèce), afrotropicale (2), néotropicale (2) et néarctique (1),.

## Ensemble des espèces
Selon Jens-Hermann Stuke et Fauna Europaea (7 mars 2019):
- Tropidomyia africana, Afrique du Sud
- Tropidomyia alexanderi, Argentine, Brésil et Paraguay
- Tropidomyia aureifacies, Paléarctique (de la Turquie au Japon)
- Tropidomyia bimaculata, Néotropique
- Tropidomyia frontosa, Malaisie
- Tropidomyia ornata, Afrotropique